# Kjell Westö
Kjell Westö (* 6. srpna 1961 Helsinky) je finskošvédský spisovatel, tj. spisovatelem švédskojazyčné menšiny ve Finsku. Začínal jako básník, později se orientoval na psaní povídek a posléze na romány.

## Život, dílo, zfilmování a ocenění
Vyrůstal v městské části Munkkivuori v severozápadních Helsinkách; v jeho deseti letech se rodina odstěhovala do čtvrti Munkkiniemi. Rodina byla zcela švédskojazyčná, ale finsky se autor naučil velmi brzo; podle jeho vlastního vyjádření je dvojjazyčný od svých třinácti let.
Studoval žurnalistiku a literaturu na Švédské sociální a komunální vysoké škole v Helsinkách. Před svou spisovatelskou kariérou pracoval jako novinář ve švédskojazyčných novinách Hufvudstadsbladet, Ny Tid a různých literárních periodikách pro mladé čtenáře. Následně působil jako televizní redaktor pro švédskojazyčný kanál finské veřejnoprávní televize.
Je bratrem Mårtena Westöa, který je rovněž spisovatel. Sám Kjell Westö má syny jmen Benjamin a Carolus. První z nich je znám jako fotbalový hráč a model.
KW debutoval v roce 1986 básnickou sbírkou Tango orange, jeho dalšími dvěma sbírkami byly Epitaf över Mr. Nacht (Epitaf na Mr. Nachta) z roku 1988 a Avig-Bön (vydaná pod pseudonymem Anders Hed) z roku 1989. Posléze začal Westö psát povídky (např. sbírka z roku 1989 s názvem Utslag och andra noveller) z finskošvédského prostředí na předměstí v Helsinkách 60. a 70. letech 20. století. Zaměřuje se na zobrazení urbánního města, dvojjazyčnosti, sportovních arén a hudby.
Debutovým románem autora je dílo Drakarna över Helsingfors (Draci nad Helsinkami) z roku 1996. Jedná se o dílo o společenských změnách v poválečném Finsku až do počátku 90. let 20. století, doby autorovy současnosti, a zároveň o dílo o rodině, Helsinkách a moderních dějinách. Kniha byla zfilmována roku 2001. Dalším románem je Vådan av att vara Skrake (Nevýhoda býti Skrakem) z roku 2000, nominovaný na cenu Finlandia a oceňovaný pro epický rozměr, zobrazení moderní historie, sportu, rybaření, politiky, populární kultury, lákadel světa. Westö spojuje marginální osudy svých mužských hrdinů s fiktivním prostředím helsinského předměstí. Román Lang z roku 2002 se zaměřuje na ironické a satirické zobrazení současného mediálního světa. Román Där vi en gång gått (Kudy jsme jednou šli) z roku 2006 byl oceněn finskou sledovanou románovou cenou Finlandia a uváděn ve Švédské televizi. Kniha Gå inte ensam ut i natten (Nevycházej sama do noci) z roku 2009 popisuje svět populární hudby 70. let a různé osudy postav z dělnické třídy s fokalizací na život muže. Za román Hägring 38 (Chiméra 38) z roku 2013 byla Westöovi udělena cena Švédského rozhlasu Sveriges Radios Romanpris a Cena Severské rady.
Romány z let 1996, 2000, 2006 a 2009 tvoří jakousi volnou sérii románů o Helsinkách.
Roku 2007 obdržel od knihkupectví Akademiska bokhandeln také tzv. Stínovou Finlandii za nejprodávanější knihu. Kniha byla zfilmována roku 2011 a jako televizní seriál uváděna ve finské švédskojazyčné televizi (kanál 5) v letech 2011-2012.
Do češtiny byl přeložen Westöův román z roku 2013 Chiméra 38 (Nakladatelství Pavel Mervart, 2020).